# Onthophagus bisignatus
Onthophagus bisignatus là một loài bọ cánh cứng trong họ Bọ hung (Scarabaeidae).